# ريهاردز سنيكوس
ريهاردز سنيكوس (من مواليد 25 مارس 1988 في ريغا، لاتفيا) هو لاعب رياضي بارالمبي لاتيفي، فارس، ودي جي. احرز الميداليات الفضية في دورة الألعاب البارالمبية 2020 في اختبار السباحة الحرة الفردية من الدرجة الأولى، وفي اختبار البطولة الفردية من الدرجة الأولى . ايضاً في عام 2024 أصبح أول فارس لاتفي يفوز بالميدالية الذهبية الفردية في دورة الألعاب البارالمبية في باريس 2024 مع حصانه King of the Dance .
ايضاً مشارك في بطولة أوروبا 2017 في جوتنبرج، السويد، وفي دورة الألعاب العالمية للفروسية 2018.

## روابط خارجية
- ريهاردز سنيكوس في اللجنة البارالمبية الدولية